# Nokia Lumia 830
Nokia Lumia 830(ノキア ルミア はちさんまる)は、マイクロソフトがノキアブランドで開発した、LumiaシリーズのWindows Phone搭載スマートフォンである。
日本では一般向けには発売されず、日本マイクロソフトが社員用端末として利用する目的で、つまりユーザーとして技術基準適合証明及び技術基準適合認定を取得し、社員に配布している

のみである。技適マークはシールとして貼付されるが、同シールを社外に配布する予定はないため、一般人は個人輸入等の方法で独自に入手しても合法的に利用できない。
Windows 10にも対応する予定で、OSリリース後に全てアップグレードする方針である。

## 沿革
2015年（平成27年）
- 4月30日　日本マイクロソフトの1657のディーエスピーリサーチによる技術基準適合証明の工事設計認証（工事設計認証番号003-150077）および技術基準適合認定の設計認証（設計認証番号D15-0063003）
- 5月25日　日本マイクロソフトより発表[1]